# Liste chronologique de jeux vidéo de flipper
 (juin 2017).
Cette liste chronologique de jeux vidéo de flipper recense des jeux vidéo de flipper.

## Liste chronologique

### 1977
- Video Pinball (arcade)

### 1978
- Gee Bee

### 1979
- Bomb Bee (arcade)
- Cutie Q (arcade)

### 1981
- Raster Blaster (arcade)

### 1982
- David's Midnight Magic
- Night Mission Pinball

### 1983
- Pinball Construction Set
- Pinball (Intellivision)

### 1984
- Pinball (Famicom)

### 1985
- Macadam Bumper
- Pinball Action

### 1987
- Midnight Magic (Atari 2600)
- Pinball Wizard (jeu vidéo) Macadam Bumper
- Time Scanner

### 1988
- Alien Crush

### 1989
- Pinball Quest
- Pinball: Revenge of the Gator (Game Boy)

### 1990
- Devil's Crush
- Kentucky Racing
- Pin Bot (NES)
- Pinball Magic

### 1991
- Dino Land
- Super Pinball Magic

### 1992
- Crüe Ball
- Pinball Dreams (Amiga)
- Pinball Fantasies (Amiga)

### 1993
- Epic Pinball
- Kirby's Pinball Land
- Pinball Illusions (Amiga)
- Silverball
- Sonic Spinball
- Sonic the Hedgehog Spinball
- Virtual Pinball (Mega Drive)

### 1994
- Obsession
- Pinball Dreams II
- Psycho Pinball
- Real Pinball (Fire Ball !!)

### 1995
- 3-D Ultra Pinball (Game Boy)
- Galactic Pinball
- 3D Pinball: Space Cadet
- Pinball Illusions
- Pinball Mania
- Pinball World
- Ruiner Pinball
- Thomas the Tank Engine & Friends Pinball

### 1996
- Digital Pinball: Necronomicon
- Extreme Pinball
- Full Tilt! Pinball
- Pro Pinball
- Pinball Builder: Construction Kit
- Pro Pinball: The Web
- Slam Tilt (Amiga)
- 3-D Ultra Pinball: Creep Night

### 1997
- Balls of Steel
- Pro Pinball: Timeshock!

### 1998
- 3-D Ultra NASCAR Pinball
- Addiction Pinball
- Microsoft Pinball Arcade
- Pro Pinball: Big Race USA
- Simon the Sorcerer's Pinball

### 1999
- 3-D Ultra Pinball Power (Game Boy)
- 3-D Ultra Pinball: Thrill Ride (Game Boy)
- Pokémon Pinball

### 2000
- Disney's The Little Mermaid II: Pinball Frenzy
- Neo Golden Logres
- Pro Pinball: Fantastic Journey

### 2001
- Adventure Pinball: Forgotten Island
- Kiss Pinball (PlayStation)

### 2002
- Akira Psycho Ball
- Austin Powers Pinball
- The Pinball of the Dead (Game Boy Advance)

### 2003
- Pokémon Pinball: Ruby & Sapphire
- Pure Pinball
- Sonic Pinball Party

### 2004
- Super Mario Ball

### 2005
- Pac-Man Pinball Advance
- Metroid Prime Pinball

### 2006
- Gottlieb Pinball Classics
- Odama

### 2007
- Pinball FX (Xbox Live Arcade)
- UltraPin

### 2008
- Dream Pinball 3D
- Pinball Hall of Fame: The Williams Collection

### 2009
- Zen Pinball (PlayStation 3)

### 2010
- Pinball HD
- Visual Pinball

### 2011
- Zen Pinball 3D (Nintendo eShop)

### 2016
- PinOut!